# 陳澄雄
陳澄雄（1941年8月26日—），男，宜蘭人，臺灣作曲家、指揮家。

## 早年
1957年進入國立臺灣藝術專科學校（今國立臺灣藝術大學）就讀，隨蕭而化學習作曲。畢業後，留學奧地利學習作曲和指揮。

## 職業生涯
1968年返臺，曾執教於藝專母校、中國文化學院、東海大學、實踐家政專科學校（今實踐大學）等，1984年出任台北市立國樂團團長，1991年任台灣省立交響樂團團長，2003年卸任。